# Kjellmyra
Kjellmyra este o localitate situată în partea de sud-est a Norvegiei, în comuna Åsnes din provincia Innlandet, la o distanță de 4 km de Flisa, centrul de comună. Localitatea are o suprafață de 0,63 km² și o populație de 418 locuitori (2021). În localitate a funcționat o brutărie, care a fost ulterior închisă în 2005. Până în 2020, Kjellmyra a aparținut provinciei Hedmark.